# Alexander Jurjewitsch Olschanski

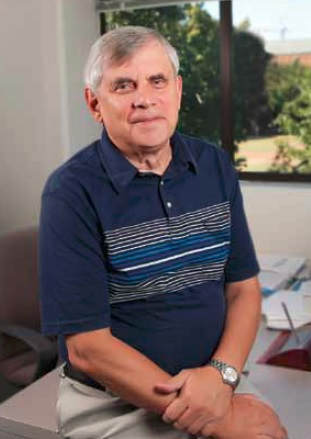

Alexander Jurjewitsch Olschanski (russisch Александр Юрьевич Ольшанский, englische Transkription Alexander Olshanskii oder Ol'shanskii; * 19. Januar 1946 in Saratow) ist ein russischer Mathematiker.
Olschanski studierte ab 1963 Mathematik an der Lomonossow-Universität mit dem Diplom-Abschluss 1968. Er wurde dort 1971 bei Alfred Lwowitsch Schmelkin promoviert (Einige Fragen aus der Theorie der Gruppen-Varietäten, Russisch) und 1979 habilitiert (russischer Doktortitel) mit der Dissertation Untersuchung von lokal endlichen Varietäten von Gruppen (Russisch). Ab 1970 lehrte er an der Lomonossow-Universität mit einer vollen Professur seit 1985. Ab 1999 war er Centennial Professor of Mathematics an der Vanderbilt University.
Er befasst sich mit geometrischer und kombinatorischer Gruppentheorie. 1979 gelang ihm die Lösung des von Neumann Problems über mittelbare (amenable) Gruppen.
1970 erhielt er den Preis der Moskauer Mathematischen Gesellschaft und 1983 war er Invited Speaker auf dem Internationalen Mathematikerkongress in Warschau (On a geometric method in combinatorial group theory). 2000 erhielt er den Malcev-Preis der Russischen Akademie der Wissenschaften.
Zu seinen Doktoranden zählt Goulnara Arzhantseva.

## Schriften
- Geometry of defining relations in groups, Kluwer 1991